# Eduard Vogel

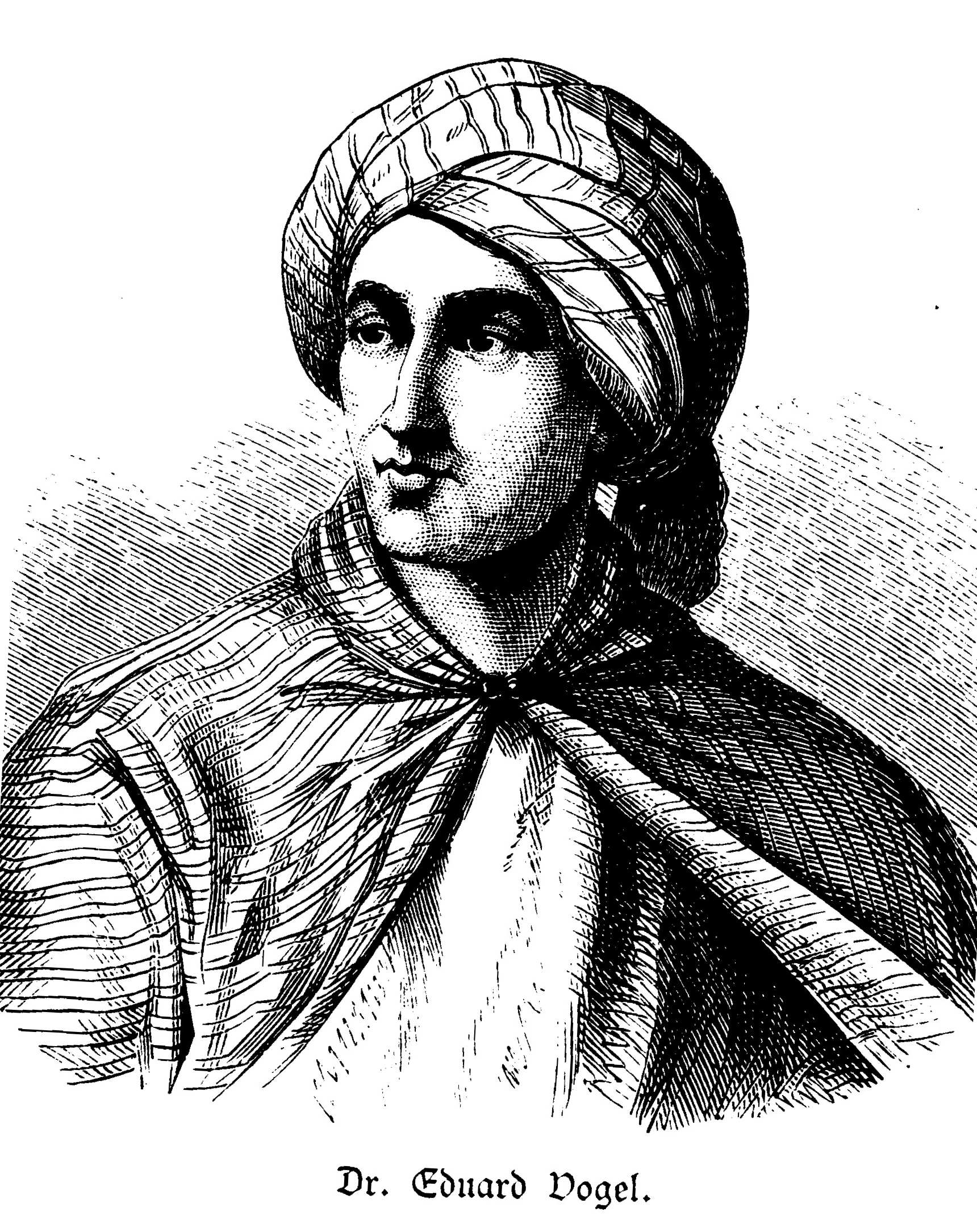
Der Afrikaforscher Eduard Vogel im orientalischen Kostüm

Eduard Ludwig Vogel (* 7. März 1829 in Düsseldorf; † Anfang Februar 1856 bei Wara, Tschad) war ein deutscher Astronom und Afrikaforscher. Er wurde vermutlich auf Befehl des Sultans von Wadai ermordet.

## Jugendjahre, Ausbildung
Vogel, ein Sohn Carl Vogels und Bruder der Schriftstellerin Elise Polko und des Astronomen Hermann Carl Vogel, verbrachte seine ersten Jahre in Krefeld, wo sein Vater Rektor der Höheren Stadtschule war, dem heutigen Gymnasium am Moltkeplatz. Der Vater wechselte nach Leipzig, wo Eduard die Thomasschule besucht. Ein dortiger Lehrer legte die Grundlage für sein Interesse an der Sternkunde.
Ab 1848 studierte er Mathematik und Naturwissenschaften an der Universität Leipzig und der Friedrich-Wilhelms-Universität Berlin. Er ging nach Berlin und wandte sich der Astronomie zu. Sein Förderer wird Alexander von Humboldt.

## Beruflicher Werdegang, Forschungsexpedition durch Afrika
1851 wurde er Assistent des Astronomen John Russel Hind an der Bishop’s Sternwarte (George Bishop’s Observatory) in London. Hier wurde ihm 1853 auf Rat des Geographen und Kartographen August Petermann von Seiten der britischen Regierung der Antrag gemacht, sich anstelle des verstorbenen Adolf Overweg als Astronom einer Expedition anzuschließen, die 1849 unter der Leitung des britischen Missionars und Abolitionisten James Richardson und in Beteiligung der Deutschen Heinrich Barth und Adolf Overweg nach Zentralafrika entsandt worden war.
Seinem Vater in Leipzig schrieb er im Januar 1853 aus London: „Am 7ten Februar nämlich verlasse ich England, um im Auftrag der britischen Regierung eine große Entdeckungsreise in das Innere von Afrika anzutreten, die mich etwa drei Jahre von Europa fernhalten dürfte“. Er reiste über Paris, Neapel und Malta nach Libyen. Am 28. Juni des Jahres schrieb er seinem Vater: Mit einer Karawane von „34 Kamelen, 15 Arabern, zwei schwarzen Dienern und einem Koch“. Auch ansonsten hochausgerüstet ging der Marsch 2000 Kilometer durch die Wüste. Als Europäer und Christ galt das damals als undenkbar, und so nannte er sich Abdel Wochad, „Diener des einen Gottes“. Am 13. Januar 1854 erreichte er Kuka am Tschadsee. Er bestimmte die Lage des Sees sowie die Höhe der großen Wüste, drang bis zum 9. Grad nördlicher Breite nach Musgu vor und erforschte die Länder westlich des Tschad. Er bekam Gelbfieber, woran er fast starb. In der Nähe von Zinder traf er im Dezember 1854 mit Barth zusammen und drang dann bis Jakoba vor, welches vor ihm noch kein Europäer betreten hatte.
Weil andere Wissenschaftler, die er treffen sollte, inzwischen nicht mehr lebten, wurde Vogel die Leitung der Expedition übertragen. Vogel unternahm eigene Exkursionen, auch schloss er sich Kriegszügen des lokalen Sultans an. Zusammen mit einem ihm wohlgesonnenen Herrscher hatte er eine blutige Auseinandersetzung. Er schrieb: „Auf einer Recognoscierung, die wir nach der auf einem hohen Felsen gelegenen Stadt der Feinde machten, fielen wir in einen Hinterhalt und wurden von einem Hagel vergifteter Pfeile begrüßt“.

## Tod und Retrospektive
Er versuchte im Hochland von Adamaua noch weiter einzudringen, musste jedoch am Ufer des Binue vor feindlichen Eingeborenenstämmen umkehren und wandte sich im Dezember 1855 nach Wadai. Anfangs gut aufgenommen, wurde er jedoch bei Abeschr (Abéché), südlich von Ouara vermutlich auf Befehl des Sultans getötet. Der letzte Brief an seinen Vater kam aus Kuka. Das Ziel Sansibar hatte er als zu gefährlich aufgegeben und stattdessen den Sudan bereist. Er berichtete von Kannibalenstämmen, abenteuerlichen Begegnungen, geologischen Besonderheiten und Tierbeobachtungen. „In etwa zwanzig Tagen werde ich eine Recognoscierung nach Wadai. wo möglich bis Wara machen“, lautete seine letzt Nachricht.
Die jahrelange Ungewissheit über sein Schicksal verursachte eine Reihe von Hilfsexpeditionen zu seiner Rettung: Richard Freiherr von Neimans, Charles Cuny, Karl Moritz von Beurmann und Theodor von Heuglin. Der Geograph August Petermann rief sogar eine Stiftung ins Leben, die als „deutsches Nationalunternehmen“ das Schicksal des Verschollenen klären helfen sollte. Zeitweise war Vogel in der Öffentlichkeit bekannter als Heinrich Barth. Vogels Schwester Elise Polko schrieb in den „Erinnerungen an einen Verschollenen“: „Die verschiedenen, widersprüchlichen Gerüchte des schrecklichen Todes Eduards drangen erst ein Jahr nach seinem letzten Brief zu uns.“ Die Umstände, die zu Vogels Ermordung führten, konnten erst durch Gustav Nachtigal im Jahr 1873 einigermaßen aufgeklärt werden.
Ein großer Teil der noch nicht nach Europa gesandten Dokumentationen Vogels ging verloren. Dokumente zu Nachforschungen zu seinem Schicksal finden sich unter anderem im Nachlass Henry Langes im Archiv für Geographie des Leibniz-Instituts für Länderkunde in Leipzig. Von Vogel sind Briefe und Berichte in geographischen Fachschriften, namentlich in Petermanns Geographische Mitteilungen, veröffentlicht worden.

## Ehrungen
1854 wurde er zum Mitglied der Deutschen Akademie der Naturforscher Leopoldina gewählt.
1886 wurde an seinem Geburtshaus eine Gedenktafel angebracht. Sie befindet sich inzwischen im Bestand des Museums Burg Linn.

## Schriften
- Eduard Vogel: Reise in Centralafrika : Ed. Vogel’s Reise in Centralafrika : eine Darstellung seiner Forschung und Erlebnisse nach den hinterlassenen Papieren des Reisenden. Berlin 1863.
- Hermann Wagner (Hrsg.): Schilderungen der Reisen und Entdeckungen des Dr. Eduard Vogel in Central-Afrika, in der großen Wüste, in den Ländern des Sudan (am Tsad-See, in Mußgo, Tubort, Mandara, Sinder, Bautschi u.s.w.) Nebst einem Lebensabriß des Reisenden. Leipzig 1860.